# Курино (Любытинский район)
Ку́рино — деревня в Любытинском районе Новгородской области.
Расположена на левом берегу реки Мста, в 4 км от посёлка Любытино, на противоположном берегу Мсты — деревня Ущим.
Упомянута в писцовой книге Бежецкой пятины от 1501 года, в писцовой книге 1478 года современные деревни Бор, Погорелое, Видовлицы, Борок, Курино принадлежали «Никольскому Шереховичскому погосту на Белой Бежецкой пятины».